# Radovesnice I
Radovesnice I (en allemand : Radowesnitz) est une commune du district de Kolín, dans la région de Bohême-Centrale, en République tchèque. Sa population s'élevait à 373 habitants en 2018.

## Géographie
Radovesnice I se trouve à 5 km au sud-ouest du centre de Kolín, à 11 km au nord-ouest de Kutná Hora et à 52 km à l'est-sud-est de Prague.
La commune est limitée par Křečhoř au nord-ouest et au nord, par Kolín au nord-est et à l'est, par Kbel au sud, et par Lošany à l'ouest.

## Histoire
La première mention écrite de la localité date de 1266.